# Діллон Андерсон
Діллон Андерсон (англ. Dillon Anderson; 14 липня 1906 Мак-Кінні, Техас, США — 29 січня 1974 Х'юстон, США) — американський державний діяч, Радник президента США з національної безпеки при Дуайті Ейзенхауері (1955—1956).

## Життєпис
Народився 14 липня 1906 року в місті Мак-Кінні, штат Техас. Після відвідин Техаського християнського університету, Андерсон здобув ступінь бакалавра Університету штату Оклахома (1927), закінчив аспірантуру юридичного факультету Єльського університету (1929), доктор права.
У період Другої світової війни служив в армії США, був нагороджений Орденом «Легіон Заслуг».
Був партнером юридичної фірми Baker Botts.
З 1953 по 1955 роки — був членом Ради національної безпеки США.
З 2 квітня 1955 по 1 вересня 1956 — Радник президента США з національної безпеки при Дуайте Ейзенхауері.
У 1959 році — був обраний членом Американської академії мистецтв і наук.